# Gulfstream G600
Gulfstream G600 – amerykański samolot dyspozycyjny dalekiego zasięgu, zaprojektowany i zbudowany w wytwórni Gulfstream Aerospace Corporation.

## Historia

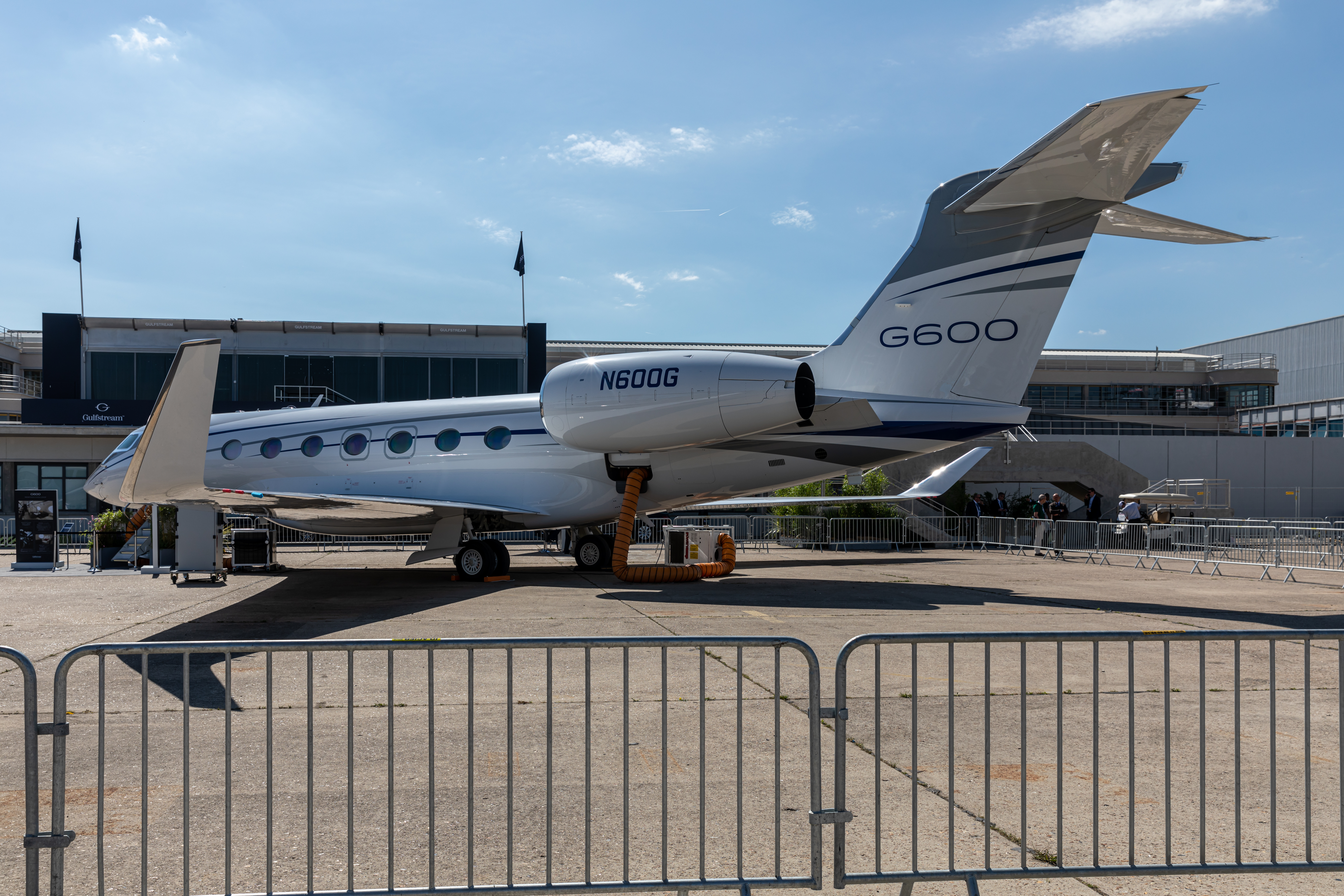
Gulfstream G600 prezentowany podczas Międzynarodowego Salonu Lotniczego w Paryżu

Wytwórnia ujawniła prace nad nowym modelem samolotu dyspozycyjnego 14 października 2014 roku. Równolegle z projektem G600 prowadzone są prace nad maszyną oznaczoną jako G500. Obydwa samoloty dysponują kabinami pasażerskimi o tych samych rozmiarach i mogą przewieźć maksymalnie do 19 pasażerów na swoich pokładach. W kwietniu 2016 roku połączono kadłub pierwszego prototypu ze skrzydłami. Prototyp G600 został oblatany 17 grudnia 2016 roku. Maszyna wystartowała z lotniska Savannah/Hilton Head. Podczas swojego pierwszego lotu samolot spędził w powietrzu 2 godziny i 53 minuty, a za jego sterami siedzieli piloci doświadczalni Scott Martin i Todd Abler. Na pokładzie obecny był również inżynier Nathaniel Rutland. Według doniesień wytwórni lot przebiegł prawidłowo oraz, co równie ważne, odbył się przed planowanym wstępnie terminem. Maszyna wyposażona jest w zmodernizowany system Enhanced Vision System (EVS III), którego podstawą jest umieszczona w dziobie samolotu kamera termowizyjna, umożliwiająca wyświetlanie obrazu z kamery na wyświetlaczu HUD (w G600 jest to zmodernizowany HUD II). System Synthetic Vision-Primary Flight Display (SV-PFD) wyświetla natomiast pilotowi na ekranie trójwymiarowy obraz znajdującego się przed dziobem maszyny terenu. Awionika Honeywell Primus Epic. Kabina pilotów została wykonana w układzie Symmetry Flight Deck, również firmy Honeywell. Piloci mają do dyspozycji cztery wielofunkcyjne wyświetlacze, z czego trzy to ekrany dotykowe. Sterowanie odbywa się przy użyciu wielofunkcyjnych dżojstików (Active Control Sidesticks) firmy BAE Systems. Zastosowano również trzyosiowy aktywny system sterowania lotem fly-by-wire. 24 lutego 2017 roku, w powietrze po raz pierwszy wzniósł się drugi z wybudowanych prototypów. Samolot wykonał lot trwający 4 godziny i 26 minuty, który według oświadczenie producenta, przebiegał bez żadnych problemów. W tym czasie, pierwszy prototyp miał już za sobą 22 loty i łączny nalot wynoszący 150 godzin spędzonych w powietrzu. W 2017 roku Gulfstream planował otrzymanie certyfikatu typu, a rozpoczęcie dostaw seryjnych egzemplarzy miała wstępnie rozpocząć się w 2018 roku. Podobnie jak to miało miejsce w przypadku samolotu Gulfstream G650, wytwórnia planuje powstanie wersji o wydłużonym zasięgu (Extended Range). 5 maja 2017 roku oblatano trzecią maszynę prototypową. Samolot podczas swojego pierwszego lotu spędził w powietrzu 4 godziny i 35 minut. Trzeci prototyp został wykorzystany do badań zachowania się i pracy systemów pokładowych samolotu w różnych konfiguracjach i warunkach. 21 maja tego samego roku, ten sam samolot wykonał najdłuższy, do tego dnia lot samolotu G600, trwał on 13 godzin i 5 minut. 21 czerwca 2017 roku po raz pierwszy w powietrze wzbiła się czwarta maszyna prototypowa. Lot przebiegł bez zakłóceń i trwał 78 minut. Maszyna została wykorzystana do badań systemów paliwowych samolotu, awioniki oraz systemów automatycznej kontroli lotu. Do tego dnia, wszystkie latające prototypy G600 spędziły w powietrzu 570 godzin w trakcie 130 lotów.
Ostatecznie w próbach nowej konstrukcji wzięły udział cztery prototypy oraz jedna maszyna seryjna. 28 czerwca 2019 roku, G600 otrzymał certyfikat typu i produkcji wydany przez Federal Aviation Administration. Certyfikat umożliwia wytwórni rozpoczęcie dostaw samolotu do klientów. Do czasu otrzymania certyfikatu, pięć wykorzystanych w badaniach w locie samolotów spędziło w powietrzu łącznie 3200 godzin. 11 maja 2020 roku Gulfstream poinformował o przyznaniu G600 certyfikatu typu przez Agencje Unii Europejskiej ds. Bezpieczeństwa Lotniczego co otworzyło maszynie drogę do sprzedaży na rynkach krajów Europy.